# Chlumec (Boêmia do Sul)
Chlumec é uma comuna checa localizada na região da Boêmia do Sul, distrito de Český Krumlov‎.